# Lubomir Dimitrow
Lubomir Nikołow Dimitrow (bg. Любомир Николов Димитров; ur. 18 sierpnia 1991) – bułgarski zapaśnik walczący w stylu klasycznym. Zajął piąte miejsce na mistrzostwach świata w 2014. Srebrny medalista mistrzostw Europy w 2014. Piąty w Pucharze Świata w 2012. Wicemistrz Europy juniorów w 2010. Mistrz Europy kadetów w 2008 roku.